# 郪江
郪江，是中国长江流域的一条河流，汇入涪江下游右岸，属于嘉陵江水系。河长145千米，流域面积2090平方千米，多年平均流量19立方米每秒。自然落差208米。水能理论蕴藏量1万千瓦。